# 沼館駅
沼館駅（ぬまだてえき）は、秋田県平鹿郡雄物川町沼館（開業時は旧・平鹿郡沼館町沼館、現・横手市雄物川町沼館）にあった羽後交通横荘線（旧・横荘鉄道）の駅（廃駅）である。横荘線の廃線に伴い1971年（昭和46年）7月20日に廃駅となった。
尚、駅名表記は「沼館」と「沼舘」が混在しているが、本項は羽後交通横荘線の研究書『RM LIBRARY 61 羽後交通横荘線』（著：若林宣、ネコ・パブリッシング、2004年9月発行）にて採用されている「沼館」にて記載する。

## 歴史
- 1918年（大正7年）8月18日：横荘鉄道横手駅 - 当駅間開通に伴い開業[1][2][3][4]。一般駅[4]。
- 1919年（大正8年）7月15日：当駅 - 舘合駅間延伸開通に伴い中間駅となる[1][2][3][5]。
- 1944年（昭和19年）6月1日：鉄道会社名を羽後鉄道に改称。路線名を横荘線に制定。それに伴い羽後鉄道横荘線の駅となる[1][2][5]。
- 1947年（昭和22年）
  - 7月23日：豪雨による路盤および橋脚損壊により横荘線全区間運休、当駅も営業休止となる[3][6]。
  - 7月29日：横手駅 - 舘合駅間が復旧、当駅も営業再開となる[3][6]。
- 1952年（昭和27年）2月15日：鉄道会社名を羽後交通に改称。それに伴い羽後交通横荘線の駅となる[1][2][3][5]。
- 1969年（昭和44年）1月16日：当駅 - 舘合駅間部分廃線に伴い終着駅となる[1][2][3][5]。
- 1971年（昭和46年）7月20日：横荘線の廃線に伴い廃止となる[1][2][3][5]。

## 駅構造
廃止時点で、島式ホーム1面2線を有する地上駅で、当駅 - 舘合駅間部分廃線前までは列車交換可能な交換駅であった。駅舎側（西側）が下り線（老方方面）、外側（東側）が上り線（横手方面）となっていた。そのほか側線として、下り線から西に分岐し駅舎との間を通過する機回し線を1線と、機回し線横手方から西に分岐し駅舎南側に至る行き止りの側線を1線有していた。浅舞駅とほぼ同じ配線となっていた。
職員配置駅となっていた。駅舎は構内の西側に位置し、ホーム北側の階段とを結ぶ構内踏切で連絡した。ホームは待合所を有した。待合所の隣、出入口側のホーム上に腕木式信号機が設置されていた。
列車交換の通標は浅舞駅 - 当駅間は「□」、当駅 - 羽後大森駅間は「△」であった。
駅名は、駅舎出入口上部に掲示されていた駅銘板には「沼館駅」と表記されていたが、羽後交通の資料には「沼館」「沼舘」の双方が使用されていた。

## 駅周辺
旧・雄物川町（さらに以前は沼館町）の中心駅であった。
- 秋田県道13号湯沢雄物川大曲線 - 一部区間には当線の線路跡が転用されていた。
- 雄物川町役場 - 現・横手市役所雄物川地域局[7]。
- 雄物川図書館
- 雄物川郵便局
- 秋田県立雄物川高等学校
- 雄物川町立雄物川北小学校 - 現在は横手市立雄物川小学校へ統合されて廃校となっている[9]。
- 雄物川郷土資料館 - 1999年（平成11年）時点では、敷地裏手にダルマ型転轍機と矢羽型ポイント標識が展示保存され、館内には当駅の写真が展示されていた[10]。
- 沼柵跡 - 推定地は現・蔵光院の建築地点（別説あり）[11]。後三年の役の舞台で、清原家衡の拠点の1つであった[11]。
- 雄物川

## 駅跡
1999年（平成11年）時点では、開通記念に植えられた桜の大木が残っていた。また火の見櫓が建築されていた。2002年（平成14年）3月には、駅跡の道路の一角に、雄物川町（当時）により「横荘線 沼舘駅跡」と記載され、沿革も記された白い記念碑が建立された。2007年（平成19年）5月時点、2010年（平成22年）10月時点でも記念碑は同様であった。
また、1996年（平成8年）時点では、浅舞駅跡附近から当駅跡附近までの線路跡は農免道路及び県道13号線となっていた。2007年（平成19年）5月時点、2010年（平成22年）時点でも同様であった。往時を偲ぶことは出来ない状況であった。

## 隣の駅
羽後交通
横荘線
羽後里見駅 - 沼館駅 - 船沼駅